# Medical Repository
Medical Repository (abreviado Med. Repos.) fue una revista ilustrada con descripciones botánicas que fue editada en Nueva York. Se publicaron 6 números en los años 1798-1803.